# Anianosz
Anianosz (5. század) ókeresztény író.
Egyiptomi szerzetes volt, Alexandriában alkotott Theophilosz pátriárka püspöksége idején az 5. század eleje környékén. Bírálta a világ történetét a kortárs Pandorosz bizánci szerzetes műveiben, mert a dátumok terén túlságosan a világi forrásokra támaszkodott a bibliai források helyett. 
Theophilosz húsvéti kalendáriuma alapján kiszámította a húsvéti ciklust, a tizenkilenc éves Hold- és a huszonnyolc éves Nap-ciklus figyelembevételével. Számításai eredményeképp állította össze Világkrónikáját (412). Számításai szerint a világ teremtése i. e. 5492. március 25-én volt. Művei elvesztek, ő maga is csak a 9. századbeli krónikás, Geórgiosz Szünkellosz (Γεώργιος ὁ Σύγκελλος) elbeszéléseiből ismert.

## Fordítás
Ez a szócikk részben vagy egészben  az   Annianus of Alexandria című angol Wikipédia-szócikk fordításán alapul.  Az eredeti cikk szerkesztőit annak laptörténete sorolja fel. Ez a jelzés csupán a megfogalmazás eredetét és a szerzői jogokat jelzi, nem szolgál a cikkben szereplő információk forrásmegjelöléseként.